# 中华人民共和国大连海事法院
中华人民共和国大连海事法院，位于辽宁省大连市中山区鲁迅路280号，是中华人民共和国的一所海事法院。

## 沿革
1984年5月24日，最高人民法院(84)法司字第80号、交通部(84)交办字第985号联合发文《关于设立海事法院的通知》，决定以上海、天津、青岛、大连、广州、长江（驻武汉市）六个水上运输法院筹备组为基础，分别由上海港务管理局、天津港务管理局、青岛港务管理局、大连港口局、广州海运管理局、长江航务管理局负责组建上海、天津、青岛、大连、广州、武汉海事法院，各海事法院自1984年6月1日起宣告成立，并从1984年10月1日开始受理案件。海事法院由交通部主管，专门审理海事海商和行政诉讼案件。1984年11月14日，第六届全国人民代表大会常务委员会第八次会议通过《关于在沿海港口城市设立海事法院的决定》，同日中国国家主席李先念签署中华人民共和国主席令第二十号公布施行。
1999年7月1日，根据中央机构编制委员会办公室、最高人民法院、交通部、财政部《关于理顺大连等6个海事法院管理体制若干问题的意见》，大连海事法院由交通部移交中共辽宁省委、辽宁省人民政府、辽宁省高级人民法院管理，行政级别由副厅局级提升为正厅局级，受大连市人民代表大会常务委员会监督并向其报告工作。高级人民法院和最高人民法院没有建立独立的海事审判法庭，而是纳入民事法庭中。
经上级批准，大连海事法院于1992年在普兰店市、东港市、盖州市、兴城市、长海县等5个基层人民法院开展海事审判（试点）工作，由这5个基层人民法院受理部分一审海事、海商案件，由大连海事法院负责二审。2001年，海事审判试点工作结束。设立锦州、鲅鱼圈、东港、长海法庭，负责审理辖区海事、海商一审案件。2006年，又设立哈尔滨法庭。
2002年12月10日，最高人民法院法[2002]274号文件发布《最高人民法院关于调整大连、武汉、北海海事法院管辖区域和案件范围的通知》其中规定：
- “一、大连海事法院的管辖区域范围：南自辽宁省与河北省的交界处、东至鸭绿江口的延伸海域和鸭绿江水域，其中包括黄海一部分、渤海一部分、海上岛屿，以及黑龙江省的黑龙江、松花江、乌苏里江等与海相通可航水域、港口发生的海事、海商案件。”
- “四、大连海事法院、武汉海事法院、北海海事法院分别管辖上述发生在黑龙江省水域（大连）、长江支流水域（武汉）、云南省水域（北海）内的下列海事、海商案件：1.船舶碰撞、共同海损、海难救助、船舶污染、船舶扣押和拍卖案件；2.涉外海事、海商案件。发生在上述水域内的其他海事、海商案件，由地方人民法院管辖。”[8][9]

## 管辖

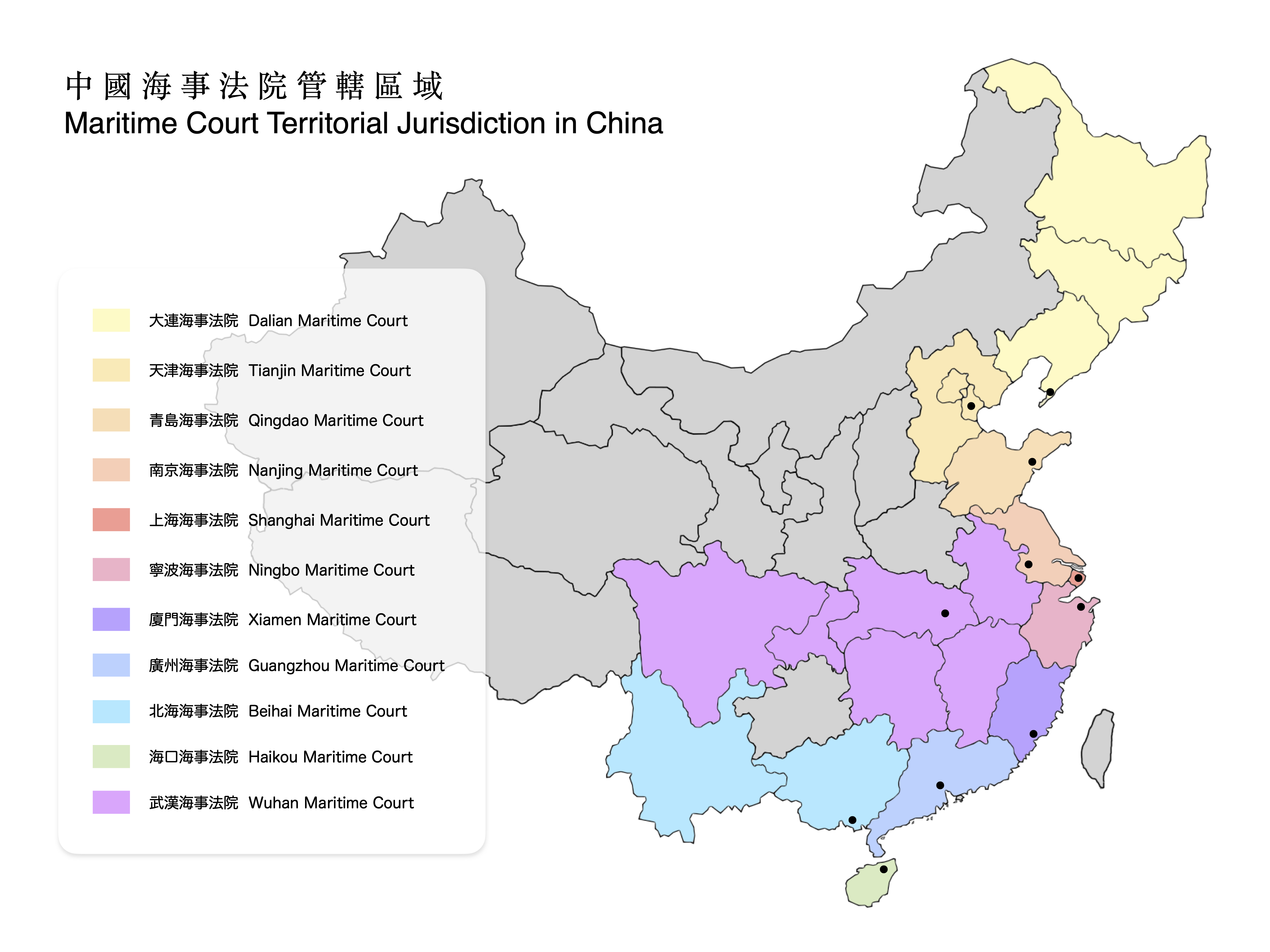
大连海事法院管辖区域主要为东三省水域

本法院的辖区东起鸭绿江口的延伸海域和鸭绿江水域，西到辽宁省和河北省交界处的山海关海域，包括渤海一部分和黄海一部分海域，海岸线长2920公里，岛屿500余个。

## 机构设置

### 审判机构
- 立案庭
- 海事审判庭
- 海商审判庭
- 审判管理办公室（同时负责申诉案件、再审案件和国家赔偿案件的审理）
- 执行局
- 锦州派出法庭
- 鲅鱼圈派出法庭
- 东港派出法庭
- 长海派出法庭
- 哈尔滨派出法庭[2]

### 其他机构
- 法警支队
- 技术处
- 政治部
- 研究室
- 办公室[2]

## 历任院长
- 曲学雯（？－？）[10][11]
- 章承德（？－2004年）[12]
- 王永奎（2004年5月12日－2011年4月26日）[13][14]
- 王宝刚（2011年4月26日－）[15]